# The Man Who Saved the World
The Man Who Saved the World (Omul care a salvat lumea) este un film documentar danez de lungmetraj din 2013 despre Stanislav Petrov fost locotenent-colonel sovietic care a decis să nu riposteze nuclear în timpul alarmei false nucleare din 26 septembrie 1983, ceea ce a prevenit un holocaust nuclear cu peste un miliard de victime.
Filmul a avut premiera în octombrie 2014 la Festivalul de Film de la Woodstock, New York, unde a câștigat „Mențiune de onoare: Câștigător al premiului publicului pentru cel mai bun lungmetraj” și „Mențiune de onoare: premiul James Lyons pentru cea mai bună montare a unui lungmetraj.” La 22 februarie 2018 filmul a avut premiera în Rusia la Centrul de film documentar din Moscova.
Pe lângă reconstituirea evenimentelor din 1983 cu actori, documentarul arată vizita lui Petrov în SUA, la ONU, întâlnirea sa cu Kevin Costner, Robert De Niro sau Matt Damon și înapoi în Rusia unde se împacă cu mama sa de 90 de ani.
În finalul filmului, Stanislav Petrov afirmă că nici în prezent nu se știe ce a cauzat eroarea, menționând că posibil a fost o încercare din partea universului.
Serghei Șniriov a interpretat rolul lui Petrov în 1983.